# Crainquebille
Pour les articles homonymes, voir Crainquebille (homonymie).
Crainquebille, d'abord paru sous le titre L’Affaire Crainquebille, est une longue nouvelle de 110 pages d'Anatole France, parue en 1901, avec des illustrations de Steinlen, gravées sur bois, entre autres par Ernest Deloche et Pierre Gusman.
L'œuvre est une critique d'une institution judiciaire aveugle et inhumaine qui pousse, en multipliant les injustices, les pauvres gens au crime.

## Résumé
Crainquebille, un marchand de quatre-saisons estimé dans son quartier, est un jour condamné à une peine de prison pour avoir prétendument insulté un agent de police qui lui avait intimé l'ordre de circuler alors qu'il servait une cliente. À sa sortie, il est rejeté par ses clientes, et devient rapidement aigri. Il se met à boire, délaisse sa clientèle et finit par tenter de retourner derrière les barreaux.

## Particularité de l'œuvre
- « Mort aux vaches ! » : cette expression qui apparaît dans la nouvelle vient de la guerre franco-prussienne de 1870 pendant laquelle les guérites des gardes-frontières allemands étaient surmontées de l’inscription Wache, « garde, sentinelle » en allemand. Par extension et francisation, Wache est devenu vache et servait à l'origine à insulter les Allemands, puis la police et les gendarmes. Elle est devenue un slogan anarchiste à partir des années 1890 et est symbolisée par trois points tatoués en triangle entre le pouce et l’index sur la main de certaines personnes incarcérées[2].[réf. nécessaire]. D'autres étymologies de l'expression sont souvent évoquées, l'époque d'Henri IV où celui-ci aurait assiégé Paris. Ses étendards arborant deux vaches, les Parisiens créèrent l'injure. Les ruades inattendues de la vache. Le ceinturon en cuir de vache des gendarmes selon la Liste d'idiotismes animaliers français .

## Extrait
- « La méthode qui consiste à examiner les faits selon les règles de la critique est inconciliable avec la bonne administration de la justice. Si le magistrat avait l’imprudence de suivre cette méthode, ses jugements dépendraient de sa sagacité personnelle, qui le plus souvent est petite, et de l’infirmité humaine, qui est constante. »

## Adaptations
Au cinéma
- 1922 : Crainquebille, film français réalisé par Jacques Feyder
- 1933 : Crainquebille, film français réalisé par Jacques de Baroncelli
- 1954 : Crainquebille, film français réalisé par Ralph Habib

À la télévision
- 2009 : une adaptation télévisée a été réalisée pour France 2 par Philippe Monnier, avec Jean-François Stévenin dans le rôle-titre, dans le cadre de la série Contes et nouvelles du XIXe siècle.